# Christian Morgenstern
För andra betydelser, se Christian Morgenstern (olika betydelser).
Christian Otto Josef Wolfgang Morgenstern, född 6 maj 1871 i München, död 31 mars 1914 i Meran, var en tysk diktare, sonson till målaren Christian Morgenstern.

## Biografi
Båda Morgensterns föräldrar var konstnärer. Han föddes strax efter slutet av det fransk-tyska kriget. Tidigt väcktes hans fascination för Friedrich Nietzsche (och schack). Hans tidigaste diktsamlingar visar en starkt romantisk prägel. Båda dessa sidor levde han ut som diktare och som privatperson.
1895 debuterade han med lyrikhäftet In Phantas Schloss, där han med utgångspunkt hos Nietzsche uppställde en högre, ideell existens som motsats till vår befängda "verklighet". Denna livsaspekt fick alltmera skärpt och universellt besjälat uttryck i ett 10-tal följande diktsamilngar, bland vilka Galgenlieder (1905), Palmström (1910) och Palma Kunkel (postum 1916) intar en särställning. I dessa ger Morgenstern en världsbild i vrångspegel och vinner självbefrielse med den groteska humorns hjälp. Sin starkt religiöst betonade utvecklingsgång har Morgenstern tecknat i Stufen, en omfångsrik samling aforismer och dagboksnotiser, utgivna postumt 1918.
Typisk är hans lek med skämt och allvar; för att travestera Piet Hein: Den som bara tar skämt för skämt och allvar bara allvarligt, han har inte förstått Morgenstern.
Morgenstern hade en nära koppling till Norge där han vistades 1898-99 och översatte Ibsen, Hamsun och Bjørnson till tyska. Då han var i Kristiania, mötte han också Ibsen och brevväxlade senare med honom. Ibsen tog djupt intryck av Morgensterns arbete och berömde hans översättningar av skådespelen (Brand, Peer Gynt, Når vi døde vågner, Gildet paa Solhoug och Catilina).
På senare år mötte Morgenstern Rudolf Steiner och fann sig mycket väl till rätta i  antroposofin. Han följde honom på flera resor och tillägnade honom sin sista diktsamling Wir fanden einen Pfad.
Ända sedan ungdomsåren led Morgenstern av tuberkulos. Mot slutet av livet var han ofta på olika sanatorier och i sydliga länder med sin hustru. Han avled av sjukdomen i Italien 1914.
Morgensterns texter har tonsatts av många tonsättare, bland andra Laci Boldemann, Miklós Maros, Lennart Hedwall, Jonas Forssell, Arne Mellnäs och Erik Bergman.

## Svenska översättningar
- Visor i galgen (fria tolkningar efter Christian Morgenstern av Lars Gustav Hellström) (Bonnier, 1948)
- Det upplysta månlammet: tjugofyra Galgensånger jämte den allmänfattliga tydningen av dem genom Jeremias Mueller (i svensk tolkning av Sebastian Lybeck) (FIB:s lyrikklubb, 1958)
- Palmström: dikter (i tolkning av Birger Hedén och Anita Johanson) (Bävern, 1989)
- Ensam skall du vandra: dikter (i tolkning av Eva Norlin) (Bävern, 1989)

## Utmärkelser
Asteroiden 9764 Morgenstern är uppkallad efter honom.